# M46パットン
M46 パットン（英語: M46 Patton）は、アメリカ合衆国で開発・製造された戦車である。愛称であるパットンは、第二次世界大戦中にヨーロッパ戦線で活躍したジョージ・パットン陸軍大将に由来する。
M46は実質的にはM26パーシング戦車の改良型だが、M1エイブラムスが開発されるまでアメリカ軍の主力戦車であったパットンシリーズの元祖であり、以後開発されるM47/M48/M60の原型となる存在である。

## 開発
第二次世界大戦が終結すると、アメリカの戦車生産・開発は事実上ストップした。1950年代に向けての構想はあったものの、従来のM24 チャーフィー軽戦車、M4A3E8 シャーマン中戦車、M26 パーシング重戦車で機甲力の任務はカバーできるとされた。開発予算は航空機製造に回されがちで、地上兵器は既存車両の近代化計画で乗り越えることとなった。これは、1940年代末の国際情勢の悪化でも変わらなかった。
1946年5月、アメリカ陸軍はM26 パーシングを更新する戦車の開発を開始した。M26はエンジンの出力不足による登坂力不足を指摘されていたため、1948年11月、より高出力のエンジンであるコンチネンタル AV-1790-3と、新型トランスミッションであるアリソン CD-850-1を搭載した試作車M26E2が開発され、試験が行われた。搭載する90mm砲を長砲身のT54に変更する案もあったが、結局従来の90mm砲に新設計の排煙器とマズルブレーキを装備したM3A1が採用され、試作車も新たにT40の名が与えられた。結果が良好であったため、同年12月には量産が決定して発注され、翌1949年には新しい形式番号である"M46"とパットン将軍の名を与えられて制式採用された。

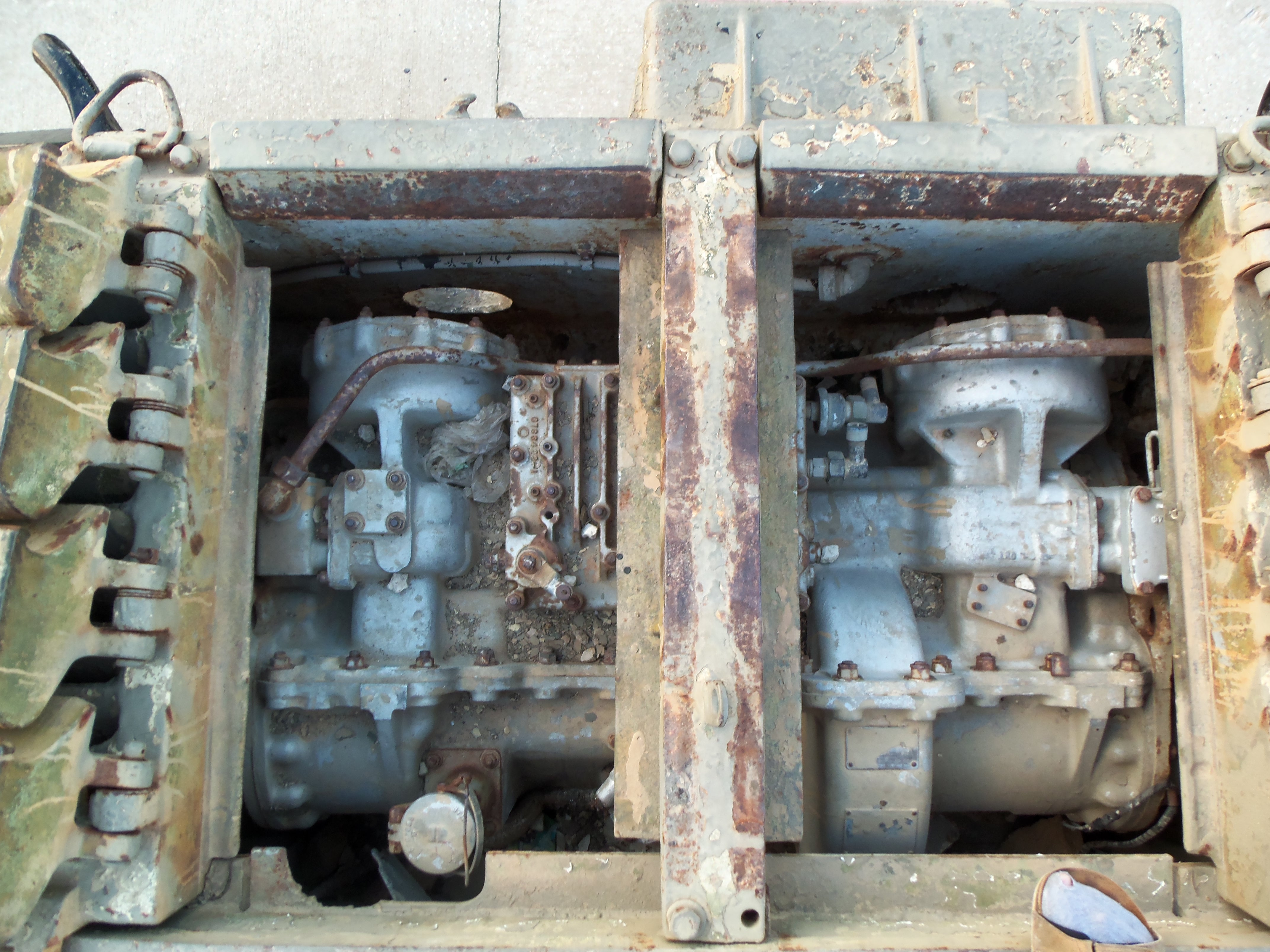
M46に搭載された CD-850"クロスドライブ"式自動変速機 （画像はM46A1およびM47戦車に搭載された CD-850-4型のもの）
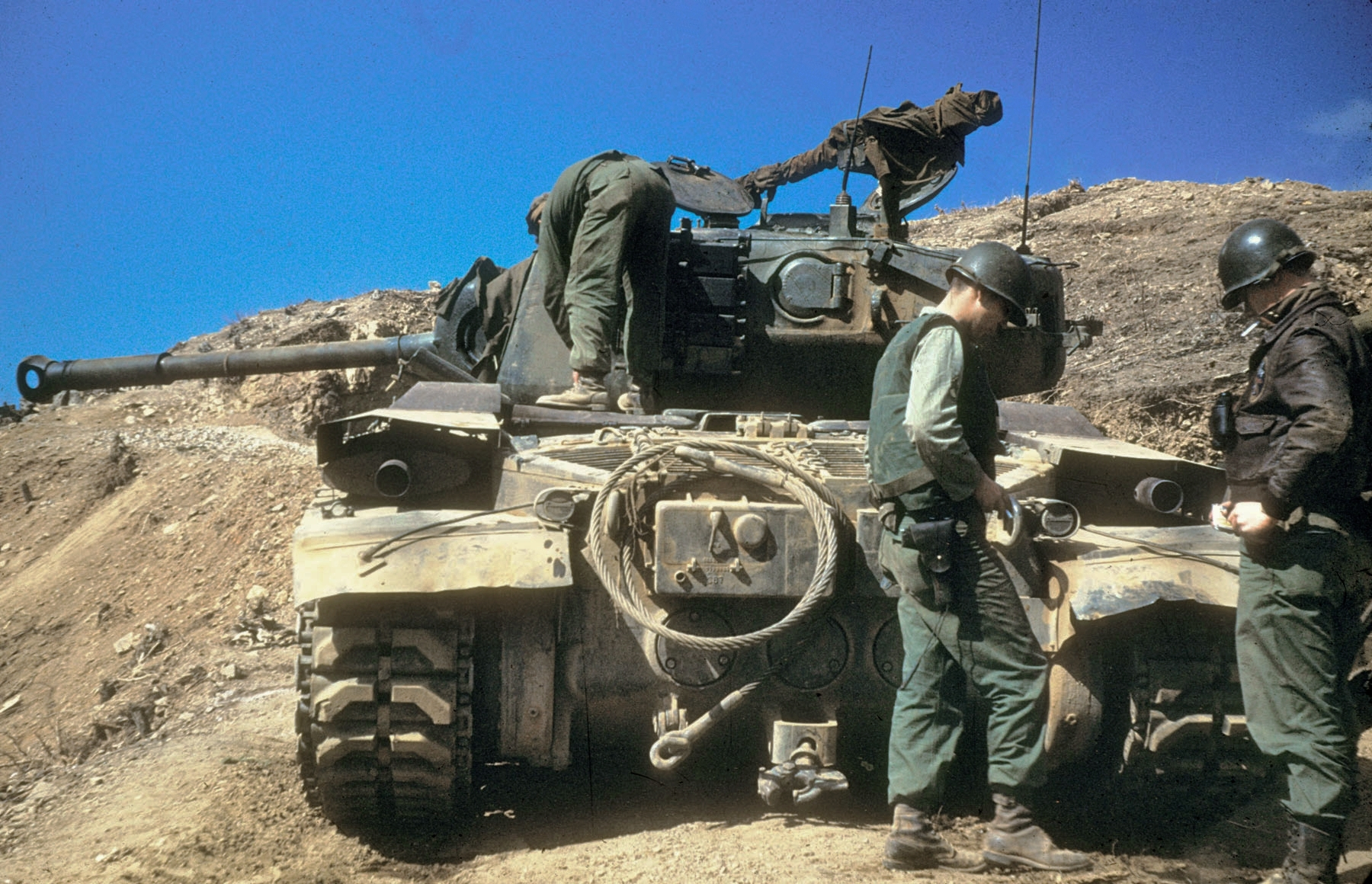
後方より見たM46。M26から変更された排気管の位置や3つの円形点検ハッチがあるリアパネルといった違いがある。

M46は新規生産ではなくM26の改造による生産であり、本質的にはM26の派生型の一つである。アメリカ軍としてはM26の後継となる新型戦車は車体・砲塔ともに新規設計のT42とする予定であったが、T42は数々のトラブルによって実用化が遅延し、M46の車体にT42の砲塔を搭載した暫定新型のM47が開発された。
しかし、M47も初期トラブルが多発して生産が遅れ、このギャップを埋めるため、エンジンをAV-1790-5Bに、トランスミッションをCD-850-4としてM47と同じものに変更し、ブレーキや電装系統、消火装置などを改良したM46A1が1951年4月に制式採用されて追加生産された。最終的に、およそ2,000輌生産されたM26のうち、800輌がM46に、360輌がM46A1に改造されている。
M26とM46の外見は非常に似通っているが、エンジングリルが大きく異なり、起動輪と最後部の下部転綸の間に追加された小型転綸で容易に識別できる。M46とM46A1は外見が同じで、登録ナンバー30163849以降であればA1と識別できる。
|          | M46                                      | M47                                      | M48 | M60                                                                              |
| -------- | ---------------------------------------- | ---------------------------------------- | --- | -------------------------------------------------------------------------------- |
| 画像     |                                          |                                          | |                                                                                  |
| 世代     | 第1世代                                  | 第1世代                                  | 第1世代 | 第2世代                                                                          |
| 全長     | 8.48 m                                   | 8.51 m                                   | 9.30 m | 9.309 m                                                                          |
| 全幅     | 3.51 m                                   | 3.51 m                                   | 3.65 m | 3.60 m                                                                           |
| 全高     | 3.18 m                                   | 3.35 m                                   | 3.10 m | 3.30 m                                                                           |
| 重量     | 44 t                                     | 46 t                                     | 49 t | 52 t                                                                             |
| 主砲     | 50口径90mmライフル砲                     | 50口径90mmライフル砲                     | 43口径90mmライフル砲（A1-A3） 51口径105mmライフル砲（A5）                                                    | 51口径105mmライフル砲                                                            |
| 副武装   | 12.7mm重機関銃M2×1 7.62mm機関銃M1919A4×1 | 12.7mm重機関銃M2×1 7.62mm機関銃M1919A4×1 | 12.7mm重機関銃M2×1 7.62mm機関銃M73×1（A1-A3） 7.62mm機関銃M60E2×1（A5初期） 7.62mm機関銃M240C×1（A5後期）    | 12.7mm重機関銃M85×1 7.62mm機関銃M3/M60E2×1（A1） 7.62mm機関銃M240×1（A1RISE/A3） |
| エンジン | 空冷4サイクルV型12気筒 ガソリン          | 空冷4サイクルV型12気筒 ガソリン          | 空冷4サイクルV型12気筒 ツインターボチャージャーガソリン（A1/A2） ツインターボチャージド・ディーゼル（A3/A5） | 空冷4サイクルV型12気筒 ツインターボチャージド・ディーゼル                        |
| 最大出力 | 810 hp                                   | 810 hp                                   | 810 hp（ガソリン） / 750 hp（ディーゼル）                                                                    | 750 hp                                                                           |
| 最高速度 | 48 km/h                                  | 48 km/h                                  | 48 km/h | 48 km/h                                                                          |
| 懸架方式 | トーションバー                           | トーションバー                           | トーションバー                                                                                               | トーションバー                                                                   |
| 乗員数   | 5名                                      | 5名                                      | 4名 | 4名                                                                              |
| 装填方式 | 手動                                     | 手動                                     | 手動 | 手動                                                                             |

## 運用と戦闘
M46は1950年8月より母体となったM26と共に朝鮮戦争に実戦投入され、朝鮮人民軍のT-34-85よりも優れた性能を発揮した。M46は朝鮮戦争で計12回の対戦車戦闘を経験し、8輌を失っている。後期には戦車戦の機会が無くなり、砲撃支援や車体を壕に隠すことで、トーチカ代わりとして働いた。「朝鮮や中国では虎が非常に恐れられている」という話から、車体や砲塔に虎縞模様、あるいは虎の顔や爪を描いたM46の写真は、同様の塗装を施したM4A3E8と共に、“朝鮮戦争におけるアメリカ軍戦車”のものとして著名である。
アメリカ軍のM46は、1957年2月に後継のM47とM48にその座を譲り、全車退役した。予備車両として保管された車両は供与品として各国に引き渡されるM47のパーツ取りに使われた他、実弾射撃の標的や兵器開発の実射テストに用いられた。
アメリカの同盟国にも供与されたが、前身のM26と同じく供与された国は少数にとどまり、M47を導入するための訓練用として用いられたのみである。この他、朝鮮戦争時に中国軍に鹵獲された車両は中国を通じてソビエトに提供され、詳細な調査を受けた。車高が高い、全体に避弾経始に優れず装甲防御に劣る、燃費が悪く航続距離が短い、乗員（特に装填手）の作業スペースが不足、エンジンの整備のためにクレーンを使ってトランスミッションを取り外さなくてはならず手間がかかる等、総合的に自軍の同クラスの重戦車より劣ると評価された。この際に解析された主砲排煙器は直ちにソビエトの開発した戦車に採り入れられており、T-55戦車に採用されている。

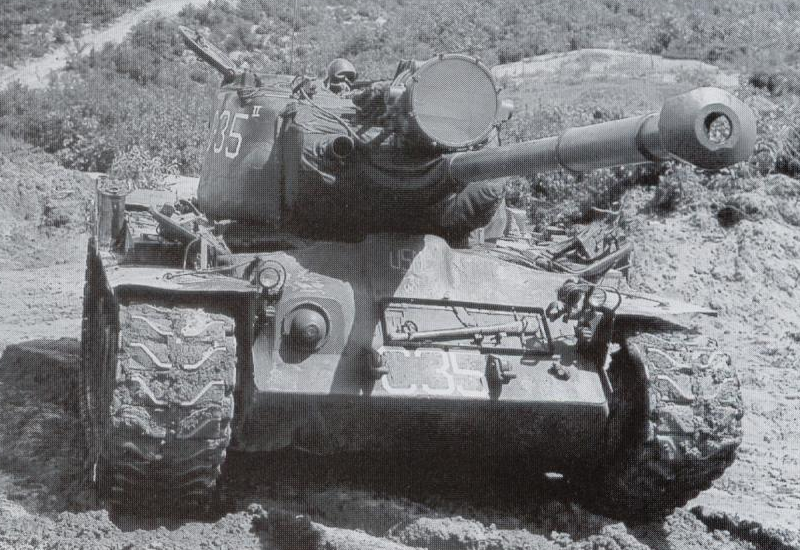
18インチサーチライトを装着したM46 海兵隊第1戦車大隊の所属車
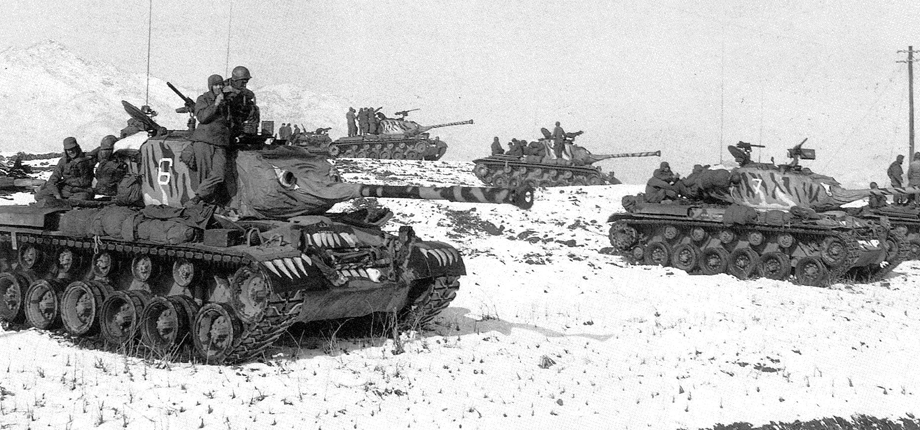
虎を模した塗装を施したM46部隊 陸軍第6戦車大隊の車両群で、1951年3月7日の撮影

## 各型および派生型

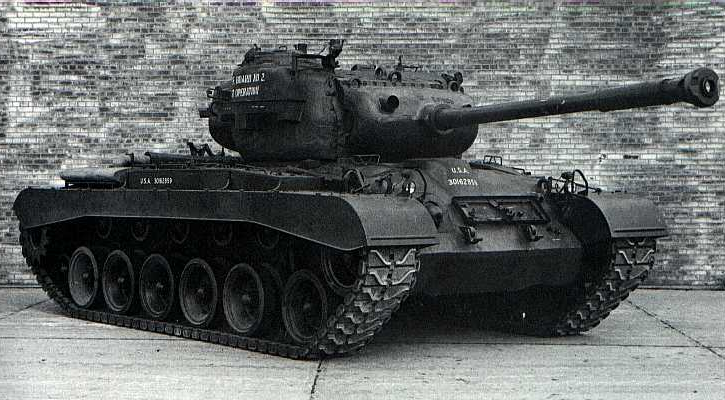
T40
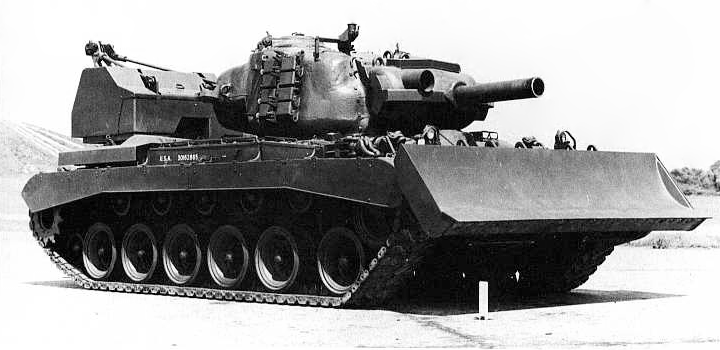
T39

T40
M26E2の各部を改修した改良試作型。制式採用されM46となる。
M46
本格生産型。
M46A1
エンジンをAV-1790-5Bに、トランスミッションをCD-850-4に変更し、ブレーキ周りなどを改良した改修型。
M46E1
M46の車体にT40試作戦車に装備する予定のT42砲塔を搭載し、M36 90mm砲とより高性能な無線機、ステレオ式光波測距儀、ベンチレーターを装備した車両。制式化されM47となる。
T39
T40から改造された試作工兵戦車型。1951年に1両のみ製作。
90mm砲の代わりにイギリス製のMark.I 6.5インチ爆破砲を搭載、車体後部には吊り上げ能力20トンのブームクレーンを搭載している。
- T40
- T39

## 採用国
- ベルギー
- フランス
- イタリア
- 大韓民国
- アメリカ合衆国

## 登場作品

### 映画
『ソウル奪還大作戦 大反撃』（原題：증언）
北朝鮮軍戦車役で登場。1973年製作（劇場公開は1974年）の大韓民国映画で、韓国国防部全面協力の事実上の国策映画であり、陸軍の予備車両が多数登場する。

### ゲーム
『War Thunder』
アメリカ中戦車ツリーにて開発可能。第73戦車大隊仕様のM46《tiger》が販売。過去のバトルパス「ザラストレジオネール」ではフランス仕様のM46が配布された。
『World of Tanks』
アメリカ中戦車M46 Pattonとして開発可能。朝鮮戦争仕様のM46 Patton KRが販売。